# 华东师范大学附属天山学校
华东师范大学附属天山学校是中華人民共和國上海市長寧區一所公辦區重點高中，占地78亩，該校與天山初级中学處於同一位置。學校前身是成立於1954年的天山中學。1978年，學校被評为区重点中学。2006年，被评为长宁区实验性示范性高中。2018年4月，學校與華東師範大學合作，進行集團化辦學，範圍涵蓋幼儿园、小学、初中和高中，同時學校更名为华东师范大学附属天山学校。

## 外部連結
- 官方网站